# Антуан де Бруї
Антуан V де Бруйї (фр. Antoine V de Brouilly ; бл. 1611 — 1 листопада 1676, Париж) — маркіз де П'єнн, французький генерал.

## Біографія
Другий син Шарля де Бруї (пом. 1615), сеньйора де Менвіллера, дю Меніль-Сен-Жоржа і Сен-Мартена, губернатора Ле-Катле, і Рене де Рошфор-ла-Круазет.
Після смерті старшого брата Луї, вбитого в 1640 році при облозі Арраса успадкував титул маркіза де П'єнна.
5 березня 1644 року став кампмейстер-лейтенантом полку французької кавалерії кардинала Мазаріні.
У 1644 році брав участь у Фрайбурзькій битві, згодом брав участь в облогах Філіппсбурга, Гермесхайма, Шпаєра, Вормса, Майнца і Ландау.
У 1645 році бився в битві при Нердлінгенею Брав участь у завоюванні Дункельпіля, Хайльбронна та Тріра.
8 травня 1646 року отримав звання Кампмаршал. Служив під час облоги та взяття Лонві.
28 квітня 1647 йому було доручено командування кавалерійським загоном на кордонах Пікардії та Шампані, з метою протидії ворожим акціям.
17 лютого 1648 був призначений губернатором Ардра.
1 січня 1651 року був переведений на посаду губернатора і генерального намісника Піньєроля, склавши командування полком. 8 лютого був підвищений у генерал-лейтенанти, а 15-го лютого став кампмейстер-аншефом його кавалерійського полку, після чого відбув у своє нове губернаторство.
20 травня 1654 призначений в Італійську армію і служив у її складі до закінчення франко-іспанської війни.
У квітні 1655 передав кавалерійський полк своєму братові; після його смерті патентом від 30 квітня 1659 р. був знову призначений командиром і залишався на цій посаді аж до розпуску полку 20 липня 1660 року.

## Родина
Дружина (14.02.1661): Франсуаза Годе де Маре (бл. 1608-16.04.1678), дочка Клода Годе, сеньйора де Маре, і Жанни Граве
Діти:
- Олімп (пом. 23.10.1723)
- Марі-Розалі (пом. 12.09 1735).